# Fausto Rossi
Fausto Rossi (Turín, Provincia de Turín, Italia, 3 de diciembre de 1990) es un futbolista italiano. Juega de centrocampista y su equipo es el L. R. Vicenza de la Serie C de Italia.

## Trayectoria
Nacido en la ciudad de Turín, Italia, Rossi se unió al equipo juvenil de la Juventus F. C. a la edad de 8 años. Después de progresar a través de la cantera del club, se unió al equipo primavera (sub-20) en 2008 y también comenzó a ser convocado al primer equipo durante la temporada 2008-09 de la Serie A, bajo las órdenes de Claudio Ranieri. Fausto también ayudó al equipo primavera a ganar dos títulos consecutivos del Torneo de Viareggio en 2009 y 2010.
Después de salir en la cantera del club, fue enviado a la Serie B, al Vicenza Calcio, en un acuerdo de copropiedad, el 30 de junio de 2010 en el fin de adquirir experiencia en un primer equipo. Los derechos de inscripción del 50% para el jugador alcanzaron un valor de 500.000 €. En la misma negociación, Juventus firmó a Niko Bianconi desde el Vicenza, también en un acuerdo de copropiedad valorado en 500.000 €. Rossi jugó 16 partidos de liga con el equipo en la Serie B en su primera temporada como profesional, y también perteneció a este club durante la mitad de la campaña 2011-12. El 30 de enero de 2012, sin embargo, su ficha fue re-comprada en su totalidad por la Juventus por un total de 1,7 millones de euros, con Carlo Pinsoglio trasladado al Vicenza por 1,5 millones de € en copropiedad como parte del trato.
Después de volver a la Juventus, fue cedido inmediatamente al Brescia Calcio. Con este equipo, anotó 3 goles en 12 partidos durante la segunda mitad de la temporada 2011-12. El acuerdo del préstamo de Rossi con el Brescia fue renovado el 31 de julio de 2012 y Rossi siguió siendo una figura clave en el sexto puesto final del Brescia en la temporada 2012-13 de la Serie B, cayendo finalmente ante el Livorno en el play-off final por el ascenso a la primera categoría del fútbol italiano. Fausto volvió a la Juventus el 30 de junio de 2013 y se quedó con el primer equipo hasta el 29 de agosto, cuando fue cedido oficialmente al Real Valladolid de España, con carácter temporal.
Pronto se ganó un puesto como titular en el centro del equipo pucelano bajo las órdenes de Juan Ignacio Martínez. Anotó su primer gol en una importantísima victoria ante el F. C. Barcelona por 1-0 el 8 de marzo de 2014. Sin embargo, esa fue unas de las pocas noticias positivas de la temporada, ya que el club acabó consumando su descenso a la segunda división en la última jornada, tras ganar tan solo siete partidos durante toda la temporada. Al término del préstamo Rossi vuelve a la Juventus, pero días después se acuerda su cesión al Córdoba Club de Fútbol, equipo recién ascendido a la Primera División de España.

## Selección nacional
Ha sido internacional con la selección de fútbol de Italia sub-21. Debutó el 1 de junio de 2011, en un encuentro ante la selección sub-23 de Costa de Marfil que finalizó con marcador de 2-0 a favor de los italianos.

### Participaciones en Eurocopas
| Eurocopa                | Sede   | Resultado  |
| ----------------------- | ------ | ---------- |
| Eurocopa Sub-21 de 2013 | Israel | Subcampeón |

## Clubes
| Club                  | País    | Año           |
| --------------------- | ------- | ------------- |
| Vicenza Calcio        | Italia  | 2010-2012     |
| Brescia Calcio        | Italia  | 2012-2013     |
| Real Valladolid C. F. | España  | 2013-2014     |
| Córdoba C. F.         | España  | 2014-2015     |
| U. S. Pro Vercelli    | Italia  | 2015-2016     |
| Trapani Calcio        | Italia  | 2017          |
| Universitatea Craiova | Rumania | 2017-2019     |
| A. C. Reggiana 1919   | Italia  | 2019-2023     |
| L. R. Vicenza         | Italia  | 2023-presente |